# Classe Asheville
Dopo la Crisi di Cuba, durante gli anni dell'amministrazione Kennedy l'US Navy mise mano ad una classe di navi piccole e (relativamente) economiche, che fossero utilizzabili in contesti poco più che costieri. 
Le classe Asheville, realizzate in 17 esemplari su 22 programmati, con il loro dislocamento di 245t. a pieno carico, avevano una struttura simile a quella delle Osa sovietiche, ma un armamento totalmente diverso, caratterizzato da una preferenza per i cannoni, che infatti vertono su un cannone da 76/50 mm in impianto singolo, rispetto all'Mk33 normale, con 2 armi. Questa torre, chiusa, era la Mk 34, con una cadenza di 45c.min e una gittata di 13.000 m. Altre armi sono un impianto da 40 poppiero Mk3 e 2 mtg da 12,7 M2 HB. ogni cannone aveva un proprio radar di tiro.
Lo scafo è stato costruito in alluminio, le sovrastrutture, nell'intento di ridurre il baricentro, sia in alluminio che in fibra di vetro. Sia come sia, per la struttura come l'apparato motore si deve essere trattato di un progetto assai costoso.
L'apparato propulsivo era particolarmente rimarchevole per l'epoca: 2 diesel e una turbina a gas, per ottimizzare la velocità e l'autonomia. Per quanto capaci di sopportare il moto ondoso degli oceani, le Asheville erano poco popolari per i marinai in quanto assai scomode, nonostante e forse per via delle alte sovrastrutture, molto voluminose e che alzano forse troppo il baricentro. Le eliche, a causa della cavitazione, non consentivano poi il superamento dei 38 nodi. 
Impiegate in Vietnam. queste navi hanno svolto anche altri compiti importanti: quello di simulare (molto bene) le motocannoniere missilistiche sovietiche durante le esercitazioni, quello di sperimentare nuovi apparati elettronici, ma anche un impiego ulteriore e importante.
4 di esse sono state impiegate nel Mar Mediterraneo, in funzione anti-omberggiamento delle navi sovietiche, che normalmente tampinavano le unità NATO negli anni settanta. Per questo compito, esse imbarcavano addirittura missili Standard modificati per attaccare le navi nemiche in base alle loro emissioni radar. Non avendo disponibilità di altri missili, fu escogitata una soluzione particolare: praticamente si presero i missili Standard ARM usati dagli aerei come missili antiradar e si basarono nuovamente sulle navi. Con una velocità supersonica, teoricamente avrebbero colpito la nave nemica o l'avrebbero costretta a spegnere i radar, quindi potenzialmente si trattava di armi pericolosissime, che avrebbero potuto consentire alla motocannoniera o ad altre navi di distruggere poi la nave sovietica messa fuori combattimento. Considerando le difficoltà dei missili antiradar dell'epoca non è chiaro quanto la cosa avrebbe funzionato in pratica.
La Classe PSMM5 destinata all'export ha un armamento diverso, probabilmente missili Harpoon. Si tratta di un modello multiruolo che è stato utilizzato per Taiwan, Corea del Sud, Filippine.